# Oviedo (Repubblica Dominicana)
Oviedo è un comune della Repubblica Dominicana di 7.402 abitanti, situato nella Provincia di Pedernales. È la località più meridionale dell'isola di Hispaniola. Comprende, oltre al capoluogo, un distretto municipale: Juancho.